# Związek Producentów Audio-Video
Związek Producentów Audio-Video (ZPAV, société polonaise de l'industrie phonographique) est une association qui défend les intérêts de l'industrie du disque en Pologne. Elle fait partie de la Fédération internationale de l'industrie phonographique (IFPI). Fondée en 1991, il est autorisé par le ministère de la Culture polonais  d'agir comme une organisation de gestion des droits dans le domaine de phonogrammes et de vidéogrammes. ZPAV publie le palmarès de la musique polonaise et d'enregistrement des ventes ainsi que les certifications. Elle délivre également le prix Fryderyk annuel pour la musique polonaise.